# Nematocentropus ameiensis
Nematocentropus ameiensis är en fjärilsart som beskrevs av Hwang 1965. Nematocentropus ameiensis ingår i släktet Nematocentropus och familjen Neopseustidae. Inga underarter finns listade i Catalogue of Life.